# Неделя молитв о единстве христиан
Неделя молитв о единстве христиан — ежегодное международное экуменистическое мероприятие, в котором принимают участие представители различных христианских деноминаций. Проходит каждый год с 18 по 25 января.

## История
Идея проведения молитвенных мероприятий о единстве христиан возникла в середине XIX века. В 1840 году католический священник Игнациус Спенсер предложил создать «Союз молитвы о единстве христиан», а в 1867 году решение проводить молитвы о единстве христиан приняла конференция епископов Англиканской церкви. В 1894 году папа Лев XIII рекомендовал проводить новенну о единстве христиан в период между Вознесением и Пятидесятницей.
Единая неделя молитв о христианском единстве впервые была проведена в 1908 году. Сроки с 18 по 25 января были предложены Полом Уотсоном, основателем Общества Искупления (основано в рамках Англиканской церкви, позднее присоединилось к Католической церкви). Выбор этих сроков связан с тем, что традиционно в Западных церквях 18 января отмечалось исповедание Христа апостолом Петром, как мессии (в католичестве до календарной реформы середины XX века в этот день также отмечался праздник кафедры апостола Петра), а 25 января — обращение апостола Павла на пути в Дамаск. В Южном полушарии, где на этот период приходится время летних отпусков, обычно выбирают другие сроки для проведения недели, нередко приурочивая её к торжеству Пятидесятницы.
Важный вклад в идею недели в её современном виде внёс лионский священник Поль Ириней Кутюрье, в частности, в 1935 году он предложил сделать неделю молитв о единстве христиан всемирной. Сильный импульс идея недели молитв о единстве получила после второй мировой войны после создания Всемирного совета церквей, который горячо поддержал её проведение и с 1968 года подключился к её организации.

## Проведение
Организаторами недели выступают совместно комиссия «Вера и церковное устройство» Всемирного совета церквей и Папский совет по содействию христианскому единству. Ежегодно организаторы приглашают какую-либо организацию или движение выбрать библейский текст и предложить тему для молитв и размышлений.
Мероприятия недели проходят в форме молитвенных встреч, совместных богослужений, выступлений хоровых коллективов различных христианских деноминаций и других мероприятий.
С 90-х годов XX века неделя молитв о христианском единстве проводится и в России. Центром российских мероприятий традиционно служит Католический собор Непорочного Зачатия Девы Марии в Москве. В неделе принимают участие, кроме католиков, представители Русской православной церкви, Евангелическо-лютеранской церкви Европейской части России, Российского союза евангельских христиан-баптистов и Российского объединённого союза христиан веры евангельской.
В Белоруссии в рамках недели в совместной молитве в Минском католическом архикафедральном соборе принимают участие римо-католики, грекокатолики, православные, лютеране, баптисты и евангельские христиане